# Wallago leerii
Il Wallago Leerii è una specie di pesce gatto di acqua dolce della famiglia siluridae. esso è comunemente chiamato pesce gatto wallago striato o tapah.

## Descrizione
Il w.leerii raggiunge la lunghezza di 1,5m circa, per 85kg di peso. Come tutti i siluridi, possiede una pinna anale molto lunga, composta da 60-75 raggi molli. La pinna dorsale è invece breve e possiede solamente 4 raggi, anch'essi molli. Il pesce possiede una larga bocca provvista di molti piccoli denti sia sulla mascella inferiore che superiore. È inoltre provvisto di 4 barbigli, due più lunghi, posti all'estremità della mascella superiore, e due più corti, posti alla metà della mascella inferiore.

## Biologia

### Habitat
Il w.leerii vive nelle acque dolci del sud-est Asiatico, dalla Thailandia all'Indonesia, compresa l'isola di Sumatra.
Si tratta di una specie demersale. gli adulti vivono nei larghi corsi d'acqua e nei fiumi. Le larve e gli avannotti vivono invece nei piccoli corsi d'acqua collegati al corso principale dei fiumi, dove si trova una gran quantità di piante e alghe, utili per ripararsi dai predatori.

### Dieta
Il w.leerii è un cacciatore, che si nutre principalmente di crostacei e pesci, come altri pesci gatto.

### Riproduzione
È una specie ovipara,che depone le uova in piccoli canali ricchi di alghe, collegati al corso principale del fiume.

## Tassonomia

### Difficoltà tassonomiche
Un tempo il wallago tweediei era una specie a parte, ma oggi è considerato un sinonimo di w.leerii. Ci sono inoltre delle difficoltà nel classificare la specie wallago maculatus, che potrebbe essere solo un w.leerii con delle differenze cromatiche. Ci furono degli avvistamenti di w.leerii anche lungo il corso del Mekong, ma gli esemplari avvistati appartenevano in realtà ad un'altra specie simile, il Wallago micropogon, recentemente affermata. Il w.leerii potrebbe appartenere al genere wallagonia, un genere recentemente creato, ma la maggior parte degli scritti lo identificano ancora nel genere wallago.

## Pesca
Il w.leerii è considerato una risorsa alimentare in molte parti del sud-est asiatico, dove è comunemente chiamato tapah. Esso è spesso servito nei ristoranti di pesce. E' pescato dagli indigeni da lungo tempo. Vi è la tradizione di insidiare il pesce innescando sull'amo un pesce gatto che abbia 8 barbigli. Questo perché, secondo il folklore, il wallago, avendo solo 4 barbigli, sarà geloso di quelli del pesce gatto e lo divorerà.